# Быковка (Пермский край)
Быковка — деревня в составе Сылвенского сельского поселения Пермского района Пермского края России.

## География
Деревня расположена в части сельского поселения, расположенного на правом берегу реки Сылва. Расположена на берегу реки Большая Быковка.

### Географическое положение

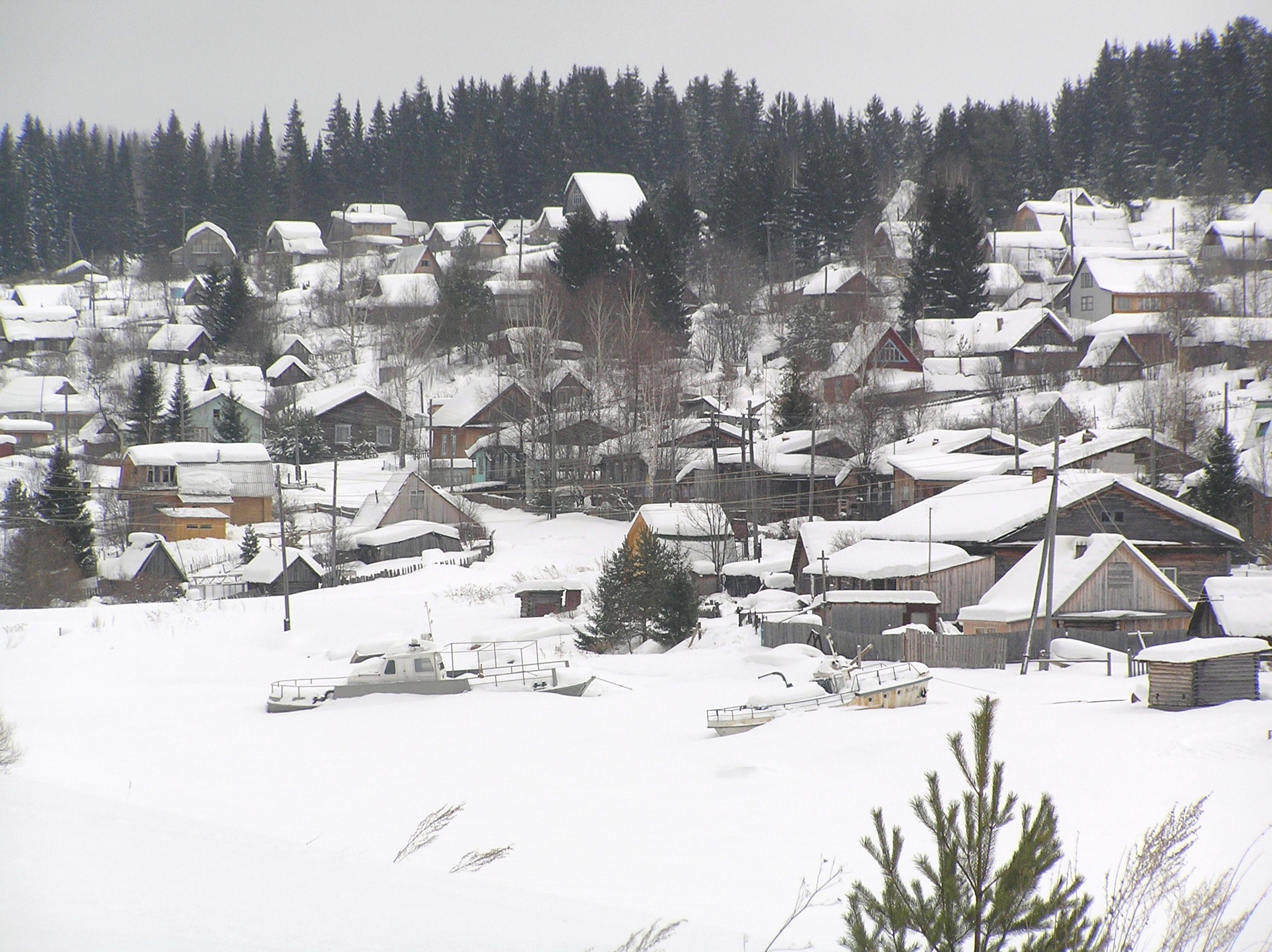
Дачный посёлок Быковка зимой

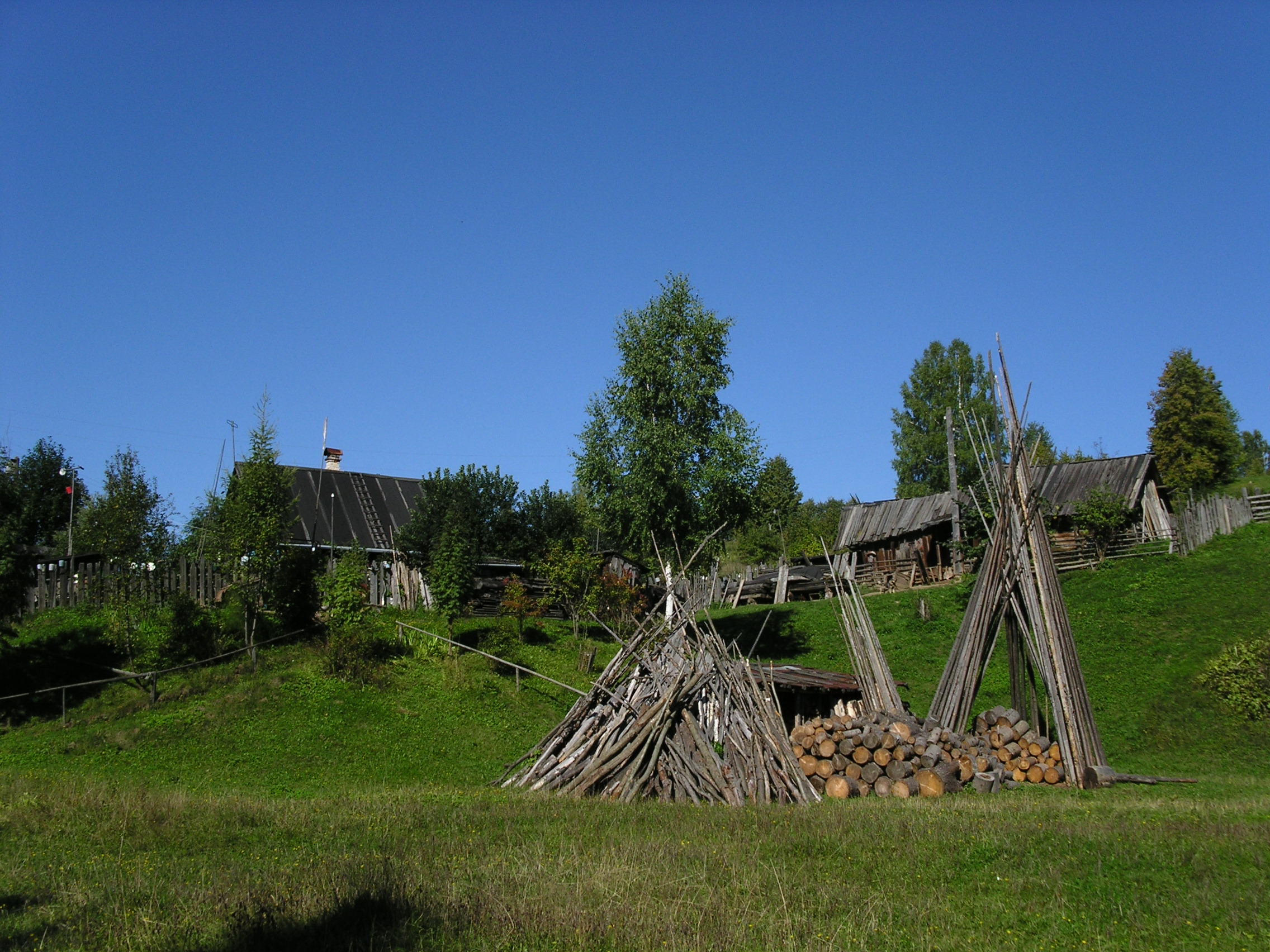
Околица дачного посёлка Быковка

На территории Сылвенского сельского поселения, кроме деревни Быковки имеется также дачный посёлок Быковка 58°03′56″ с. ш. 56°45′17″ в. д., имевший в прошлом статус посёлка леспромхоза, расположенный в месте впадения в Сылву рек Большая Быковка и Малая Быковка.
До 1953 года недалеко от нынешнего посёлка Быковка располагалась деревня Старая Быковка, которая оказалась в зоне затопления при строительстве Камской ГЭС. Сейчас деревню Быковка часто, в противовес более молодому посёлку называют Старой Быковкой, что не совсем верно.

## История
Согласно Списку населенных мест Пермской губернии за 1869 год деревня Быкова при речке Быковке числилась во 2-м стане Пермского уезда Пермской губернии. Указано, что деревня находится в 35 верстах от уездного города (Пермь) и в 50 верстах от становой квартиры. В деревне числилось 6 дворов и по 14 жителей мужского и женского пола.
В ходе Гражданской войны, по рассказам местных жителей, в Быковке проходили ожесточенные бои.

## Известные люди
В Быковке некоторое время жил и творил известный писатель Виктор Астафьев.
В некоторых своих произведениях он описывал деревню:

...брошенная, от электричества «отцепленная», все блага цивилизации утратившая деревушка Быковка, стоявшая на одноименной речке, окружена была вырубками и несколькими совхозными полями, в речке велся и хорошо клевал хариус, по большой воде заходила в речку и другая мелкая рыба...

## Достопримечательности
В Быковке имеется два памятных знака:
- памяти красноармейцев, погибших в Быковке во время Гражданской войны.
- на месте дома Виктора Астафьева.[8]